# Карась сріблястий
Карась сріблястий (Carassius gibelio) — риба родини коропові (Cyprinidae). Іноді розглядається як підвид карася китайського, Carassius auratus gibelio.

## Розповсюдження
Наразі статус карася сріблястого у Європі є дискусійним. Існують теорії, що певна частина тих риб, що прийнято називати карасем сріблястим, була або дуже давно завезена, або є аборигенною для цієї частини світу. Але поштовхом до повсюдного поширення, безперечно, слугувала інтродукція у 60-ті роки XX ст. у водойми Європи з басейну річки Амур. Після чого карась сріблястий витіснив з багатьох водойм карася звичайного (Carassius carassius). Зараз ареал карася сріблястого охоплює басейни Дунаю, Дніпра, Прута, Волги, пониззя Сирдар'ї та Амудар'ї, озера сибірських річок до Колими включно, басейн Амура, річки Примор'я, озера Сахаліну, водойми Китаю та Кореї. Карась сріблястий завезений у Північну Америку, до ставків Західної Європи, Таїланду, Індії.

## Будова
За морфологією дуже схожий на карася звичайного, але відрізняється темною черевною оболонкою і крупними зубчиками на останніх нерозгалужених променях спинного і анального плавців, що не доходять до основи плавця. Ці промені тверді й потовщені. В D III—IV 15-20, в А II—III 5-6 променів. В бічній лінії 28—34 лусок. Перша зяброва дуга має 44—56 тичинок. Глоткові зуби однорядні, 4-4. Вусики відсутні. Спинний плавець довгий.

## Спосіб життя
Тривалість життя до 12 років. Живуть у річках, ставках, озерах, канавах. Невимогливі до якості води, може жити у дуже замулених водоймах з низьким вмістом кисню у воді, навіть у болотах. Можуть занурюватись у мул та переносити нетривале пересихання водойми, залишаються живими за промерзання водойми. Всеїдна риба, живиться водоростями, детритом, планктоном, безхребетними. Взимку занурюються у мул, де залишаються нерухомими доки не розтане лід. У деяких водоймах півдня України не припиняють активно харчуватись всю зиму під льодовим покривом.

## Розмноження
В окремих популяціях сріблястого карася спостерігається незвичайне співвідношення статей. Самці або відсутні зовсім, або їх у 4—6 разів менше за самиць. В інших популяціях самці та самиці зустрічаються у рівній кількості. За цього самиці одностатевих популяцій, які мають потрійний набір хромосом, тобто триплоїдні, розмножуються за допомогою самців інших коропових риб (коропа звичайного, лина, карася звичайного). При цьому сперма, яка потрапляє до яйцеклітини, не запліднює її, а лише стимулює подальший розвиток. Внаслідок цього народжуються лише самиці карася, які нічим не відрізняються від материнських організмів. Це не партеногенез, оскільки незапліднена ікра не розвивається та гине. Такий спосіб розмноження називають гіногенезом. Вважається, що триплоїдний карась сріблястий або аборигенний для Європи, або завезений дуже давно.
Двостатеві популяції частіше за все диплоїдні, тобто мають нормальний подвійний набір хромосом. Скоріше за все, саме диплоїдний двостатевий карась сріблястий був завезений в другій половині XX ст. з Далекого Сходу і витіснив, шляхом гібридизації, карася звичайного.
Нерест порційний, проходить до 3 разів на рік. Плодючість самиць сягає 160—400 тисяч ікринок. Статевої зрілості самиці досягають на 3—4 році життя.

## Значення
Промислова риба у багатьох водоймах. Також є об'єктом лову рибалок-аматорів.